# Список глав государств в 102 году
Список глав государств в 101 году — 102 год — Список глав государств в 103 году — Список глав государств по годам

## Африка
- Мероитское царство (Куш) — Терикенивал, царь (85 — 103)

## Азия
- Армения Великая — Санатрук I, царь (88 — 110)
- Иберия — Картам, царь (75— 106)
- Китай (Династия Восточная Хань) — Хэ-ди (Лю Чжао), император (88 — 106)
- Корея (Период Трех государств):
  - Когурё — Тхэджохо, тхэван (53 — 146)
  - Пэкче — Киру, король (77 — 128)
  - Силла — Пхаса, исагым (80 — 112)
- Кушанское царство — Вима Такто, царь  (80 — 105)
- Набатейское царство — Раббель II Сотер, царь  (70 — 106)
- Осроена — Санатрук I, царь  (91 — 109)
- Парфия — Пакор II, шах (78 — 105)
- Хунну — Тань, шаньюй (98—124)
- Япония — Кэйко, тэнно (император) (71 — 130)

## Европа
- Боспорское царство — Савромат I, царь  (90 — 123)
- Дакия — Децебал, вождь  (87 — 106)
- Ирландия — Туатал Техтмар, верховный король (76 — 106)
- Римская империя:
  - Траян, римский император (98 — 117)
  - Луций Юлий Урс Сервиан, консул (102)
  - Луций Лициний Сура, консул (102)

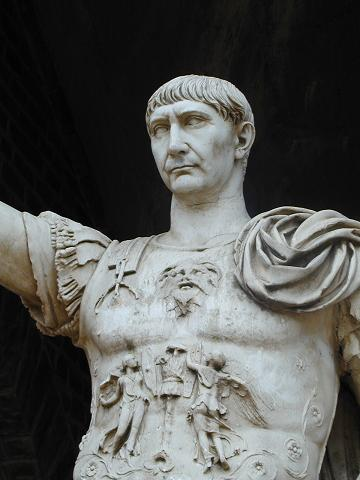
Марк Ульпий Траян 98—117 Император Римской империи
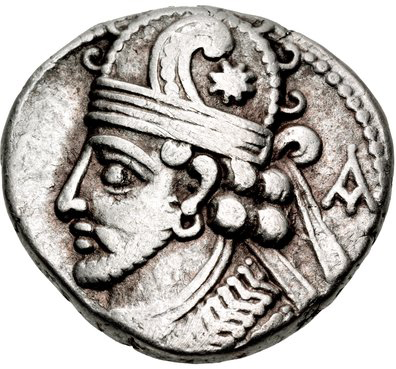
Пакор II 78—105 Шах Парфии
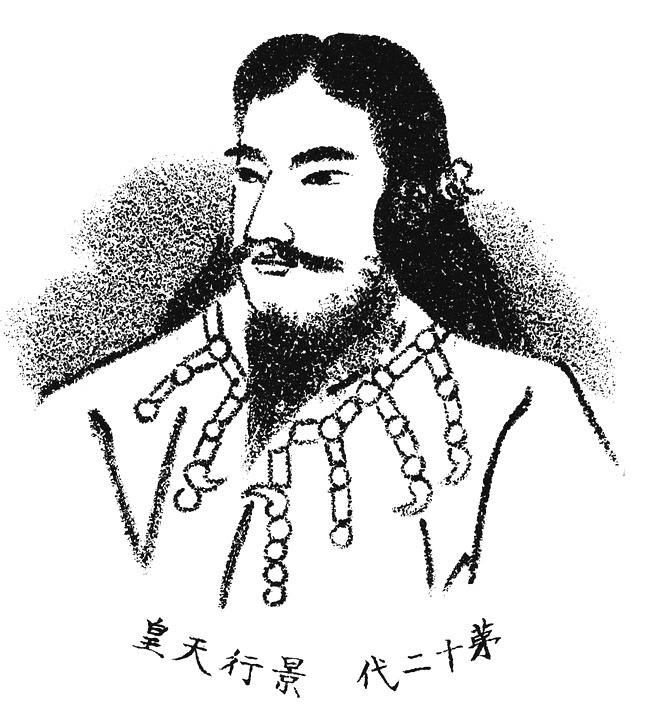
Кэйко 71—130 Император Японии
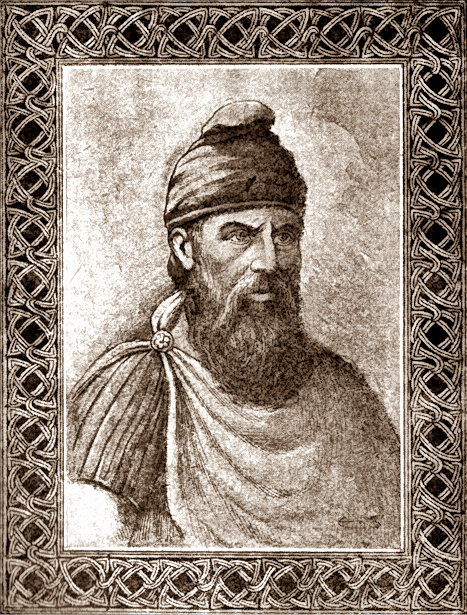
Децебал 87—106 Вождь даков